# 阿辣哥
在英國作家J·K·羅琳的《哈利波特》系列小說中，阿辣哥（Aragog）是居住在霍格華兹禁忌森林的八眼巨蛛，乃是鑰匙管理員海格在霍格華兹就學時夾帶八眼巨蛛卵在校內孵化飼養。由於同時校內出現密室傳聞和愛哭鬼麥朵的身亡，阿辣哥被懷疑是密室中的怪獸。但同時間阿辣哥也在請求海格讓牠離開學校，因為牠知道真兇是巨蛛一族天生最怕的剋星蛇怪，但牠始終未與海格說出真相。
在海格被開除後，他將阿辣哥養在禁忌森林，並替他找了個老婆生下無數後代。在《哈利波特—消失的密室》中，海格再度被懷疑打開密室而被禁錮時，哈利波特與榮恩·衛斯理接受他的委託深入森林向阿辣哥瞭解當年真相，但事後阿辣哥對於他的子孫去攻擊兩人之事放任不管。
阿辣哥在第六集《哈利波特—混血王子的背叛》中壽終就寢，海格幫阿辣哥舉辦了一場葬禮，而哈利波特也帶著覬覦阿辣哥毒液的赫瑞司·史拉轟教授參加。

## 電影
在哈利波特電影中，由朱利安·格洛弗為阿辣哥配音。

## 文化影響
2017年，一種新發現的狼蛛物種被Anton Nadolny和Alireza Zamani依阿辣哥的名字命名為「Lycosa aragogi」，這種蜘蛛在伊朗南部山區被發現，有一些特性都類似於哈利波特電影中的阿辣哥。

## 外部連結
- 互联网电影数据库上阿辣哥的资料（英文）